# 須賀彦次郎

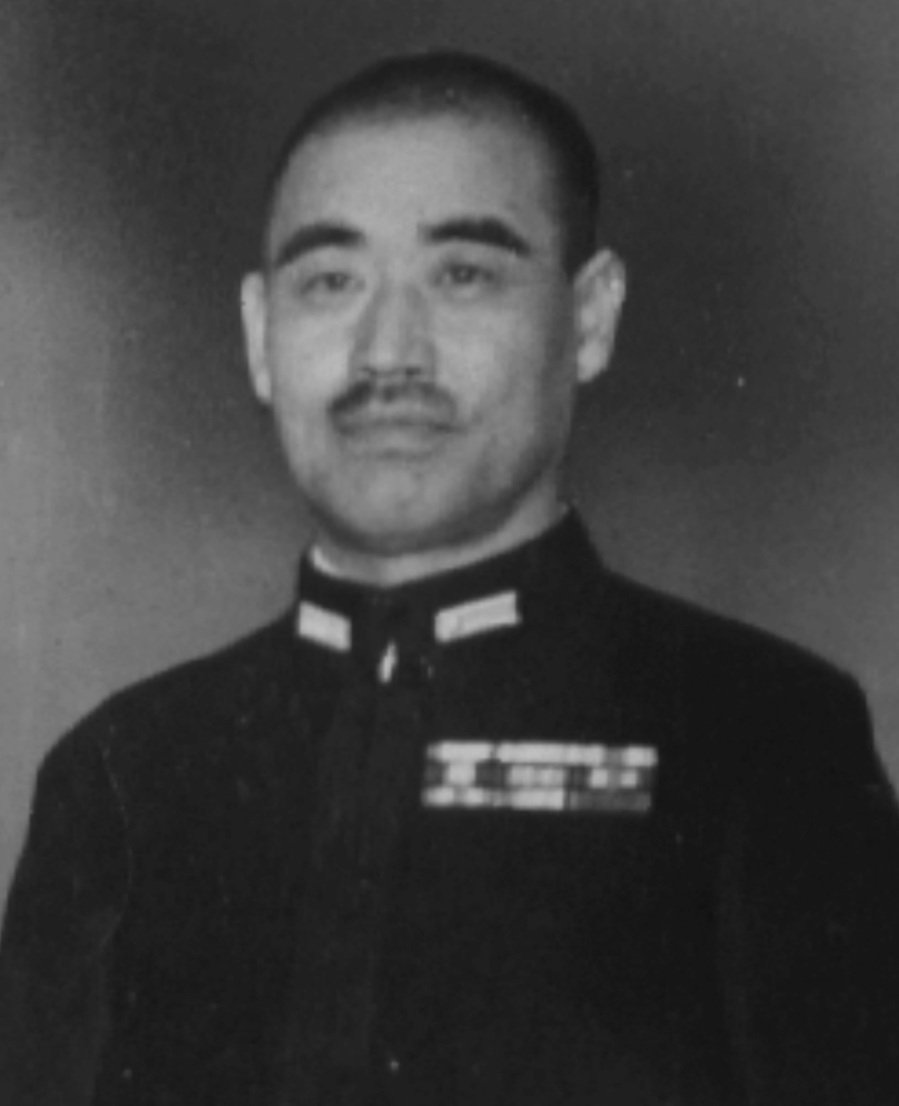
須賀彦次郎

須賀 彦次郎（すが ひこじろう、1889年（明治22年）3月4日 - 1941年（昭和16年）2月5日）は、日本の海軍軍人。海軍の中国専門家。最終階級は海軍中将。位階勲等は従四位勲二等。三重県飯南郡松阪町（現・松阪市）出身。

## 略歴
旧制三重県立松阪中学校を経て海軍兵学校第38期入校。入校時成績順位は150名中4番、卒業時成績順位は149名中54番。津田静枝、佐藤脩に続き、日本海軍が養成した中国関係の専門家である。
尉官時代は水雷屋で｢葦」駆逐艦長在職中は美保関事件に遭遇。部下28名が殉職した。
河川砲艦「堅田」艦長着任後は殆ど中国関係の勤務に限定された。情報活動に携わったが、中国人協力者の信頼が厚く、国民党政権が重慶に移ってからも、須賀のもとには重慶からの情報が絶えずもたらされていた。須賀は情報活動のため私財を提供していたが、協力者の一族の世話までしていたため、その額は莫大であったという。汪兆銘政権樹立工作を担った梅機関の海軍代表である。
大角岑生海軍大将に随行して広東方面に出張中、搭乗機が墜落炎上して死亡する。公務殉職と認定され海軍中将に特別昇進した。

## 人物像
須賀の実家は老舗問屋で、中国人との交際費では困らなかった。また、飲酒の席での奇行は有名で、本来であれば進退問題になりかねない程のものであったが、須賀の、中国に関する知識・見識・人脈は他の者に替えることが難しく、要路の者に限らず、その人品を慕う中国人は多く、その死後、中国人有志により南京に須賀の碑が建立された程であった。

## 年譜
- 1889年（明治22年）3月4日- 三重県飯高郡松阪町（現在の松阪市）魚町52番地にて生まれる。
- 1907年（明治40年）9月21日- 海軍兵学校入校
- 1910年（明治43年）7月18日- 海軍兵学校卒業  海軍少尉候補生・装甲巡洋艦「浅間」乗組
  - 10月16日- 練習艦隊遠洋航海出発 ホノルル~サンフランシスコ~サンピドロ~マンサニーリョ~アカプルコ~パナマ~アカプルコ~ホノルル方面巡航
- 1911年（明治44年）3月6日- 帰着
  - 3月23日- 戦艦「安芸」乗組
  - 12月1日- 任 海軍少尉・戦艦「敷島」乗組
- 1912年（大正元年）8月9日- 海軍砲術学校普通科学生
  - 12月20日- 海軍水雷学校普通科学生
- 1913年（大正2年）5月24日- 戦艦「朝日」乗組
  - 12月1日- 任 海軍中尉
- 1913年（大正3年）3月23日- 2等海防艦「松江」乗組
- 1915年（大正4年）3月1日- 第1駆逐艇隊附
- 1916年（大正5年）4月11日- 戦艦「摂津」乗組
- 1917年（大正6年）10月10日- 戦艦「摂津」分隊長心得
  - 12月1日- 任 海軍大尉・海軍大学校乙種学生
- 1918年（大正7年）4月11日- 海軍水雷学校高等科第17期学生
  - 11月29日- 海軍水雷学校高等科修了
  - 12月1日- 2等駆逐艦「槇」乗組
- 1920年（大正9年）2月2日- 2等駆逐艦「楡」艤装員
  - 2月6日- 2等駆逐艦「楡」乗組
  - 6月17日- 1等駆逐艦「沖風」艤装員
  - 7月3日- 1等駆逐艦「沖風」水雷長兼分隊長
- 1921年（大正10年）1月25日- 3等駆逐艦「白露」駆逐艦長
  - 11月10日- 兼 3等駆逐艦「不知火」駆逐艦長
- 1922年（大正11年）2月1日- 免 3等駆逐艦「不知火」駆逐艦長
  - 12月1日- 3等駆逐艦「初霜」駆逐艦長 兼 海軍水雷学校教官[3]
- 1923年（大正12年）9月1日- 2等駆逐艦「椿」駆逐艦長心得
  - 12月1日- 任 海軍少佐・2等駆逐艦「椿」駆逐艦長
- 1924年（大正13年）2月5日- 河川用砲艦「堅田」艦長
  - 6月25日- 河川用砲艦「鳥羽」艦長
- 1925年（大正14年）12月1日- 第8号駆逐艦艤装員
- 1927年（昭和2年）1月20日- 2等駆逐艦「葦」駆逐艦長
  - 11月1日- 1等駆逐艦「磯風」駆逐艦長
- 1928年（昭和3年）5月10日- 河川用砲艦「堅田」艦長
  - 12月10日- 任 海軍中佐
- 1930年（昭和5年）1月15日- 海軍省軍令部出仕兼第1遣外艦隊司令部附漢口在住
- 1931年（昭和6年）11月2日- 佐世保鎮守府附
- 1932年（昭和7年）4月23日- 海軍省軍令部出資兼第1遣外艦隊司令部附南京在住
- 1933年（昭和8年）5月20日- 兼 第3艦隊司令部附
  - 10月1日- 免 第1遣外艦隊司令部附
  - 11月1日- 第27駆逐隊司令
  - 11月15日- 任 海軍大佐
- 1934年（昭和9年）10月22日- 海軍軍令部員兼第3司令部附
  - 11月10日- 兼 福州在住
- 1936年（昭和11年）12月1日- 重巡洋艦「熊野」艤装員長
- 1937年（昭和12年）10月31日- 海軍軍令部員兼第2艦隊司令部附兼第3艦隊司令部附兼天津在住
- 11月22日- 免 第2及び第3艦隊司令部附 任 支那方面艦隊附
- 12月8日- 免 天津在住 任 北京在住
- 1938年（昭和13年）1月18日- 兼 北支特務部員
  - 2月3日- 兼 第四艦隊司令部附北支特務部長代理
- 1939年（昭和14年）3月15日- 免 第4艦隊司令部附 任 第3艦隊司令部附
  - 7月15日- 免 北支特務部長代理 任 上海在勤海軍武官附
  - 11月15日- 任 海軍少将
- 1940年（昭和15年）4月5日- 免 上海在勤海軍武官附 兼 海軍省出仕
  - 4月6日- 在中華民国大使館随員
- 1941年（昭和16年）1月8日- 支那方面艦隊司令部附 中国国民政府軍事顧問 
  - 2月5日- 公務殉職 享年51 任海軍中将特別昇進

## 栄典
- 1941年（昭和16年）2月5日 - 従四位[4]